# Euthiscia tuberculata
Euthiscia tuberculata är en insektsart som beskrevs av Van Duzee 1923. Euthiscia tuberculata ingår i släktet Euthiscia och familjen sköldstritar. Inga underarter finns listade i Catalogue of Life.